# أوسكار هاجرمان
أوسكار هاجرمان (بالإسبانية: Oscar Hagerman)‏ هو رسام ومهندس معماري مكسيكي، ولد في 1936 في كواويلا في المكسيك.